# Sha'ar HaGilgulim

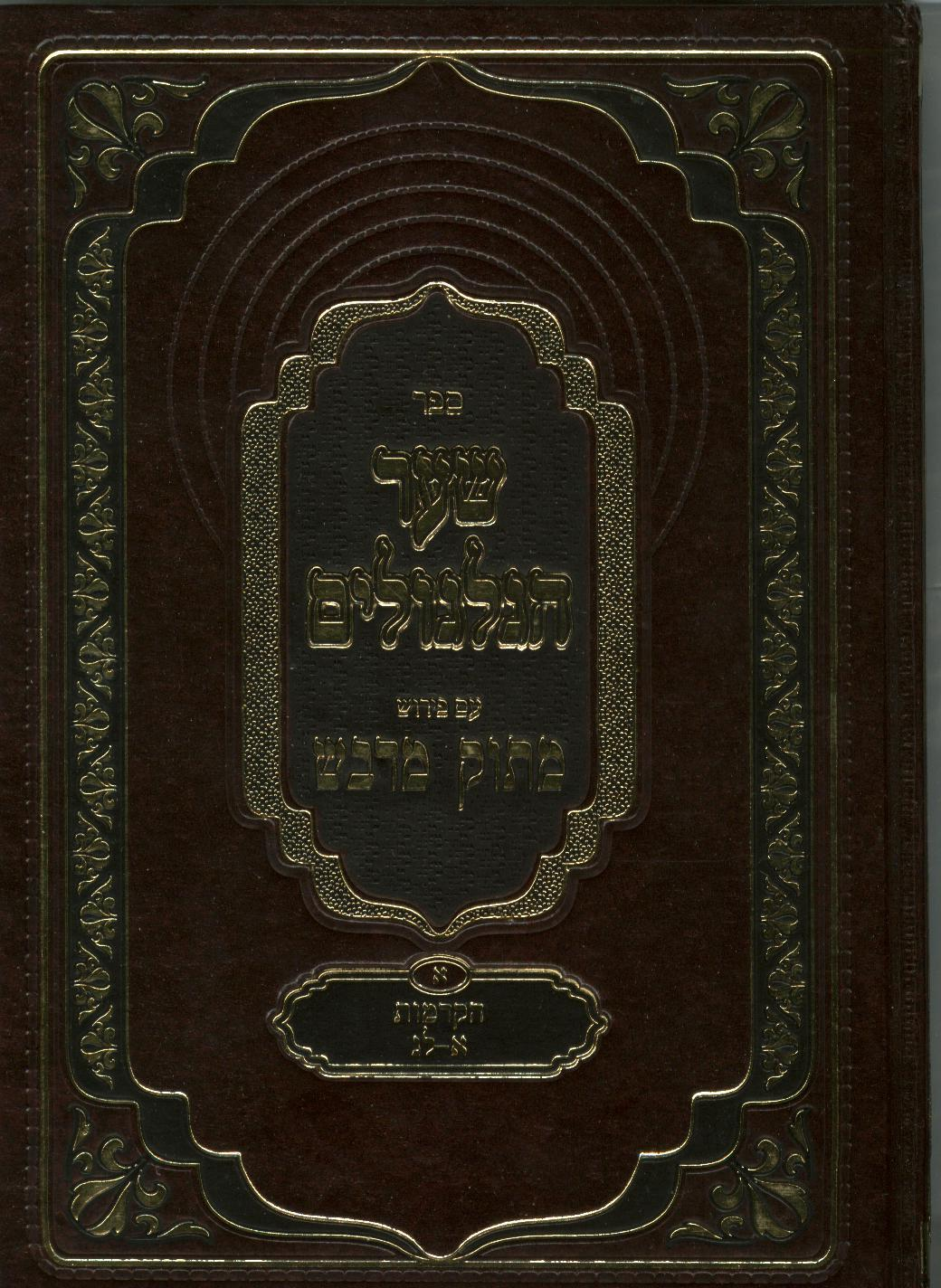
Le Sha'ar HaGilgulim.

Le Sha'ar HaGilgulim (« Porte des réincarnations », en hébreu שער הגלגולים) est un ouvrage traitant de la réincarnation et du « cycle des âmes », selon des principes et conceptions kabbalistiques. Principalement basé sur le Sefer Ha Zohar et les travaux du rabbin Isaac Louria (1534-1572), il est composé par son disciple Haïm Vital (1543-1620).

## Gilgulei HaNeshamot
Communément appelé Gilgul (cycle, גלגול), ce concept de réincarnation est le pilier central de l'ouvrage. Il est le processus de migration métaphysique de l'âme, et de « fécondité » précédant la réincarnation.